# Стенешть (Стойлешть, Вилча)
Стенешть, Стенешті (рум. Stănești) — село у повіті Вилча в Румунії. Входить до складу комуни Стойлешть.
Село розташоване на відстані 148 км на захід від Бухареста, 22 км на південь від Римніку-Вилчі, 76 км на північний схід від Крайови, 130 км на південний захід від Брашова.

## Населення
За даними перепису населення 2002 року у селі проживали 446 осіб, усі — румуни. Усі жителі села рідною мовою назвали румунську.